# Группа Мессояхских месторождений
Группа Мессояхских месторождений (Восточно-Мессояхское и Западно-Мессояхское месторождения) расположена в Тазовском районе Ямало-Ненецкого автономного округа, в 340 км к северу от г. Новый Уренгой. Месторождения открыты в 1980-х годах и являются самыми северными из разрабатываемых нефтяных месторождений России, находящихся на суше.

## История
Западно-Мессояхское газонефтяное месторождение было открыто в 1983 году, Восточно-Мессояхское нефтегазоконденсатное месторождение — в 1990. Геологоразведочные работы в Тазовском районе на территории Восточно-Мессояхского и Западно-Мессояхского месторождений проводило объединение «Заполярнефтегазгеология».
Своё название группа месторождений получила благодаря реке Мессояха, которая пересекает оба лицензионных участка.

## Запасы
Запасы месторождений по категории С1+С2 составляют 485 млн тонн нефти и газового конденсата, а также более 194 млрд кубометров природного и попутного газа. Площадь лицензионных участков — 7278,46 км², глубина залегания основного продуктивного пласта — примерно 800 м.
В настоящее время доразведка недр лицензионных участков продолжается.

## Управление
Лицензии на разведку и разработку группы месторождений принадлежат АО «Мессояханефтегаз», совместному предприятию ПАО «Газпром нефть» и ПАО "НК «Роснефть».

## Освоение
Подготовка к разработке месторождений началась в 2010 году.
В октябре 2012 года в рамках опытно-промышленных работ была получена первая нефть с Восточно-Мессояхского нефтегазоконденсатного месторождения.
В 2013 году сформирована концепция разработки месторождений, спроектированы ключевые инфраструктурные объекты.
В 2014 году началось строительство необходимой инфраструктуры, в том числе напорного нефтепровода мощностью 7 млн тонн нефти в год и протяженностью порядка 100 км от Восточно-Мессояхского месторождения до головной нефтеперекачивающей станции магистрального нефтепровода Заполярье — Пурпе.
Промышленная эксплуатация Восточно-Мессояхского месторождения началась 21 сентября 2016 года. Команду на начало отгрузки нефти Мессояхи в транспортную систему Заполярье — Пурпе дал по видеосвязи Президент РФ Владимир Путин.

## Инфраструктура

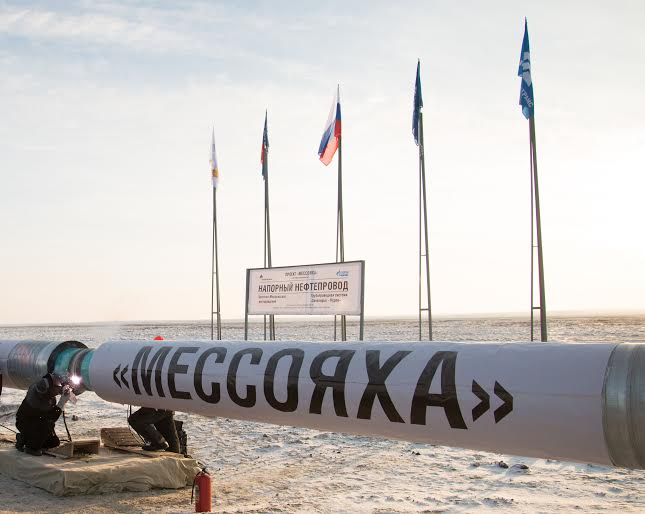
Сварка первого стыка напорного нефтепровода

Месторождения находятся в арктической климатической зоне, в регионе с неразвитой инфраструктурой. К моменту начала эксплуатации были обустроены кустовые площадки и внутрипромысловая инфраструктура, построены крупные производственные объекты: первая очередь центрального пункта сбора нефти (ЦПС), нефтепровод, газотурбинная электростанция с шестью газотурбинными агрегатами мощностью 14 МВт каждый, приемо-сдаточный пункт. Сейчас на месторождении ведется строительство второй очереди ЦПС, в рамках проекта по утилизации попутного нефтяного газа идет возведение компрессорной станции по подготовке ПНГ. В 2018 году сдан в эксплуатацию новый социально-бытовой комплекс, включающий в себя общежития, столовую, спортивный и тренажерный залы.

## Технологии
Управлять сложными производственными процессами на автономном Восточно-Мессояхском месторождении помогают цифровые двойники. Интегрированный центр разработки месторождений, созданный в тюменском офисе «Мессояханефтегаза», объединяет модули, которые отвечают за конкретные производственные этапы: разработку, добычу, подготовку и транспортировку нефти и газа, поддержание давления в пласте. С помощью цифровых инструментов специалисты «Мессояхи» создали двойники всех скважин эксплуатационного и нагнетательного фонда, смоделировали около 500 км трубопроводных систем и сформировали единую модель флюида – углеводородного потока, поступающего из скважин в пункты сбора и подготовки нефти. Цифровые двойники синхронизированы с реальными производственными процессами и способны воспроизвести весь цикл добычи – от пласта до сдачи нефти. Программный комплекс оперативно рассчитывает оптимальные сценарии добычи в горизонте от суток до года с учетом уникальных геологических особенностей пластов, технологических параметров и возможностей инфраструктуры.
В 2020 году на Восточной Мессояхе реализован уникальный проект утилизации попутного нефтяного газа. ПНГ, получаемый в процессе добычи нефти, проходит подготовку и транспортируется на Западно-Мессояхское месторождение, где закачивается в неразработанные газовые пласты. Мощность подземного хранилища — 1,5 млрд кубометров ПНГ в год. Эта схема позволит предприятию достичь целевого показателя в 95 % утилизации газа.
Каждую третью скважину «Мессояханефтегаз» строит в конструкции «фишбон» (fishbone в переводе с англ. — «рыбья кость» , конструкция с многочисленными ответвлениями от горизонтального ствола). В скважинах этого типа от четырех до девяти боковых стволов. Технология позволяет направить каждое ответвление в нефтеносные участки, не задевая пласты с газом и водой. «Фишбоны» увеличивают нефтеотдачу и поднимают дебит на 40 % по сравнению с обычными горизонтальными скважинами.
Некоторые технологии разработки трудноизвлекаемых запасов Арктики, применяемые на Восточно-Мессояхском месторождении, не имеют аналогов в России. В марте 2022 года на Восточно-Мессояхском месторождении стартовал первый в России проект цифрового бурения полного цикла — от создания цифровой модели строительства до исполнения на модернизированном буровом станке в режиме автопилота. Искусственный интеллект с комплексом физических модулей и управляющих программ, интегрированных в буровую установку, способен контролировать технологический процесс с учетом особенностей пласта и заданных параметров. В режиме реального времени умная буровая обеспечивает мониторинг и передачу данных из недр в Центр управления строительством скважин, расположенный в Тюмени. Инструменты индустрии 4.0 позволяют увеличить скорость проходки, сократить сроки бурения по сравнению со стандартными показателями для скважин данного типа, повысить безопасность и минимизировать потери, связанные с отказом внутрискважинного оборудования.

## Экология и безопасность
Восточно-Мессояхское месторождение — территория сплошного распространения вечной мерзлоты. Чтобы сохранить ее в ходе разработки, «Мессояханефтегаз» использует современные экосберегающие технологии, реализует программу геотехнического и геокриологического мониторинга. С 2021 года действует соглашение между «Мессояханефтегазом» и Правительством ЯНАО о взаимодействии в области изучения и охраны уникальных грунтов Гыданского полуострова. Сотрудничество направлено на создание региональной прогнозной модели состояния мерзлых толщ Ямала как базы для безаварийной эксплуатации арктических нефтепромыслов, внедрения новых технических решений в промышленном и гражданском строительстве, сохранения экологического баланса в Заполярье. В ходе строительства скважин на Мессояхе буровые отходы утилизируются в полном объеме. При разработке глубоких пластов используется система очистки и осушки растворов, позволяющая максимально возвращать промывочную жидкость в производственный процесс. Создана интерактивная карта санитарных зон, обеспечивающая прозрачность процесса обращения с производственными отходами. На территории месторождения реализуется программа ликвидации «исторического наследия» — за время разработки лицензионных участков «Мессояханефтегаз» рекультивировал и восстановил 100 % земель, которые в советский период были заняты площадками разведочного бурения. Программа рационального недропользования Мессояхи в 2021 году усилена вводом в эксплуатацию системы геотехнического мониторинга подземного хранилища попутного нефтяного газа с использованием энергосберегающих зеленых технологий. Комплекс круглосуточно сканирует газовые пласты, содержащие нефтяную оторочку, высокочувствительные датчики контролируют технологические параметры закачки и распределения углеводородов в хранилище.
«Мессояханефтегаз» реализует многоуровневую целевую программу обеспечения бесперебойной работы нефтетранспортных магистралей с использованием интеллектуальных систем. Специалисты предприятия создали цифровые двойники трубопроводов, которые максимально точно воспроизводят нефтяной поток, оценивают состояние гидравлической модели и позволяют контролировать целостность нефтетранспортной системы Восточно-Мессояхского месторождения.
Дополнительную защиту трубопроводов обеспечивает внутреннее композитное покрытие, использование ингибиторов коррозии, применение диагностических устройств для проведения плановых профилактических работ. На 98-километровом напорном трубопроводе, по которому нефть Восточной Мессояхи идет через всю Гыданскую тундру к точке сдачи в магистраль Заполярье — Пурпе, установлены ультразвуковые датчики контроля, позволяющие в реальном времени оценивать целостность транспортной ветки. На газо- и нефтепроводе установлены акустические и параметрические системы обнаружения утечек, которые позволяют оперативно выявить возможную разгерметизацию. По трассе напорного нефтепровода установлены более 5,5 тыс. термостабилизаторов — они помогают предотвратить тепловое воздействие на вечномерзлые грунты и избежать деформации конструкций. В местах миграции оленей и для беспрепятственного перемещения коренных жителей тундры напорный нефтепровод оборудован 14-ю специальными переходами. Реки Индикъяха и Мудуйяха труба пересекает под землей, не нарушая русел. Нефтепровод не проходит по оленьим пастбищам, где ведется хозяйственная деятельность